# Daniel Mayer
Daniel Mayer (* 29. April 1909 in Paris; † 29. Dezember 1996 in Orsay, Département Essonne) war ein französischer Journalist, Politiker und Mitglied der Résistance.

## Leben
Daniel Mayer engagierte sich in kommunalen Fragen, als er sich im Alter von 18 Jahren durch die Hinrichtung von Sacco und Vanzetti politisch zu engagieren begann. 1927 trat er der Sozialistischen Partei SFIO bei und arbeitete 1933 bis 1939 für ihre Tageszeitung Le Populaire, worin er über soziale Fragen schrieb. Als Sekretär der 20. Sektion der Sozialistischen Jugend begegnete er Cletta Livian, einer jüdischen Rumänin, die er heiratete.
Obwohl Mayer ein enger Freund Léon Blums war, blieb er in Frankreich nach Henri Philippe Pétains Waffenstillstand von Compiègne am 22. Juni 1940. Er schloss sich der Résistance an und gründete im Januar 1941 das Comité d’action socialiste. Mayer ließ sich in Marseille nieder, wo er unterstützt von seiner Ehefrau im Untergrund an der Zeitung Populaire arbeitete. Kurz darauf erhielt er weiteren Auftrieb durch Pierre Brossolette, der mit seiner Frau eine Buchhandlung in Paris gründete, die der Résistance als Deckadresse diente. Sie organisierte ihre Flucht selbst. Brossolette reiste im April 1942 nach London, um Verhandlungen mit General Charles de Gaulle zu führen, der die verschiedenen Résistance-Gruppen unter seiner Leitung vereinigen wollte.
De Gaulle entsandte Jean Moulin 1942 zurück nach Frankreich, um die verschiedenen Widerstandsgruppen zu einer Organisation zu vereinigen. Moulin schaffte es, neben Mayer im Geheimen Henri Frenay (Combat), Emmanuel d’Astier de la Vigeries (Libération Sud), Jean-Pierre Lévy (Franc-Tireur), Charles Tillon, Pierre Fabien von den Francs-tireurs et partisans und Charles Delestraint (Armée secrète) zu treffen. Ihm gelang es, die acht wichtigsten Résistance-Gruppen zum Conseil National de la Résistance (CNR) zu vereinen. Die erste gemeinsame Sitzung unter Moulins Vorsitz fand am 27. Mai 1943 in Paris statt. Während des folgenden Jahres arbeitete Mayer hart für einen vereinigten Widerstand von Sozialisten und Kommunisten.
1943 wurde Mayer Generalsekretär der im sich Untergrund befindenden Sozialistischen Partei SFIO. Im August 1946 wurde er als Anhänger Léon Blums als Generalsekretär abgelöst. Trotzdem blieb er von 1946 bis 1949 als Minister für Arbeit und soziale Sicherheit Mitglied der Kabinette Blum, Paul Ramadier, Robert Schuman, Marie und Henri Queuille, gehörte der beratenden Nationalversammlung, später den verfassunggebenden Versammlungen an und war im Wahlkreis Seine von 1946 bis April 1958 Abgeordneter der Nationalversammlung.
Er verteidigte die noch junge Soziale Sicherheit und opponierte gegen die Europäische Verteidigungsgemeinschaft EVG, weshalb ihn seine Partei unter der Leitung von Guy Mollet aus ihrer Führung ausschloss. Für seinen Widerstand gegen die französische Algerienpolitik und seine Weigerung, den Ausnahmerechten der Regierungen Maurice Bourgès-Maunoury und Félix Gaillard zuzustimmen, wurde er von seiner Partei 1957 bestraft. Er war Vorsitzender des Auswärtigen Ausschusses der Nationalversammlung und engagierte sich sehr für den Staat Israel.
Mayer gehörte der Minderheit der SFIO an, die der Rückkehr General de Gaulles 1958 nicht zustimmte. Er nahm an der Gründung der Parti socialiste autonome PSA teil, aus der 1960 der Parti socialiste unifié PSU hervorging. 1967 verließ er diese Formation und trat 1970 in die Sektion Jean-Baptiste Clément des neu gegründeten Parti socialiste français im 18. Arrondissement von Paris in Orsay ein. Zwischen 1958 und 1975 war Mayer außerdem Präsident der französischen Liga für Menschenrechte. 1977 bis 1983 wurde er für die internationale Liga für Menschenrechte tätig. Auf Vorschlag von Präsident François Mitterrand gehörte er vom 4. März 1983 bis zum 4. März 1986 als Präsident und anschließend bis zum 4. März 1992 als einfaches Mitglied dem Conseil constitutionnel an.
Mayer erscheint heute als ein Sozialist von moralischer Strenge.
Lionel Jospin hob bei der Beisetzung seinen Mut, seine Ehre und seinen Gerechtigkeitssinn hervor.